# Frontera entre Bosnia-Herzegovina y Montenegro
La frontera entre Bosnia-Herzegovina y Montenegro es la frontera internacional terrestre entre Montenegro y Bosnia y Herzegovina. Transcurre en dirección nordeste-sudeste separando los municipios montenegrinos de Pljevlja, Plužine, Nikšić, Kotor y Herceg Novi de la República Serbia de Bosnia y Herzegovina.

## Trazado
Empieza a su extremo septentrional en el trifinio entre ambos estados y Serbia, de los Alpes Dináricos hasta el norte de Sandžak, donde están las cumbres más altas del país, el Volujak (2,336 m) y el Maglić (2368 m), al parque nacional Sutjeska. De allí sigue hacia el suroeste a través del río Trebišnjica hasta las cumbres Orjen y Bijela Gora (Jastrebica, 1862 m) y Bjelotina con el Sitnica (950 metros) a unos ocho kilómetros del trifinio entre Bosnia y Herzegovina-Montenegro-Croacia (en el condado de Dubrovnik-Neretva, donde hay Dubrovnik), casi al litoral del mar Adriático, a la bahía de Kotor.

## Historia
La frontera sigue los antiguos límites administrativos otomanos, y salvo Kotor, después de la ocupación de Bosnia y Herzegovina en 1878 también era la frontera sudeste de Austria-Hungría con el Reino de Montenegro. Ambos territorios se incorporaron al reino de Yugoslavia después de la Primera Guerra Mundial y a la República Federal de Yugoslavia después de la Segunda Guerra Mundial. Se convirtió en frontera internacional después de la disolución de Yugoslavia en 1991, inicialmente como parte de la frontera entre Bosnia y Herzegovina y la República Federal de Yugoslavia (después Serbia y Montenegro), y desde 2006 entre Bosnia y Montenegro. Según las conclusiones de la Comisión Badinter, creada a propuesta de la entonces Comunidad Europea y presidida por el juez constitucional francés, Robert Badinter, se declaró como frontera estatal la frontera anterior.

## Pasos fronterizos

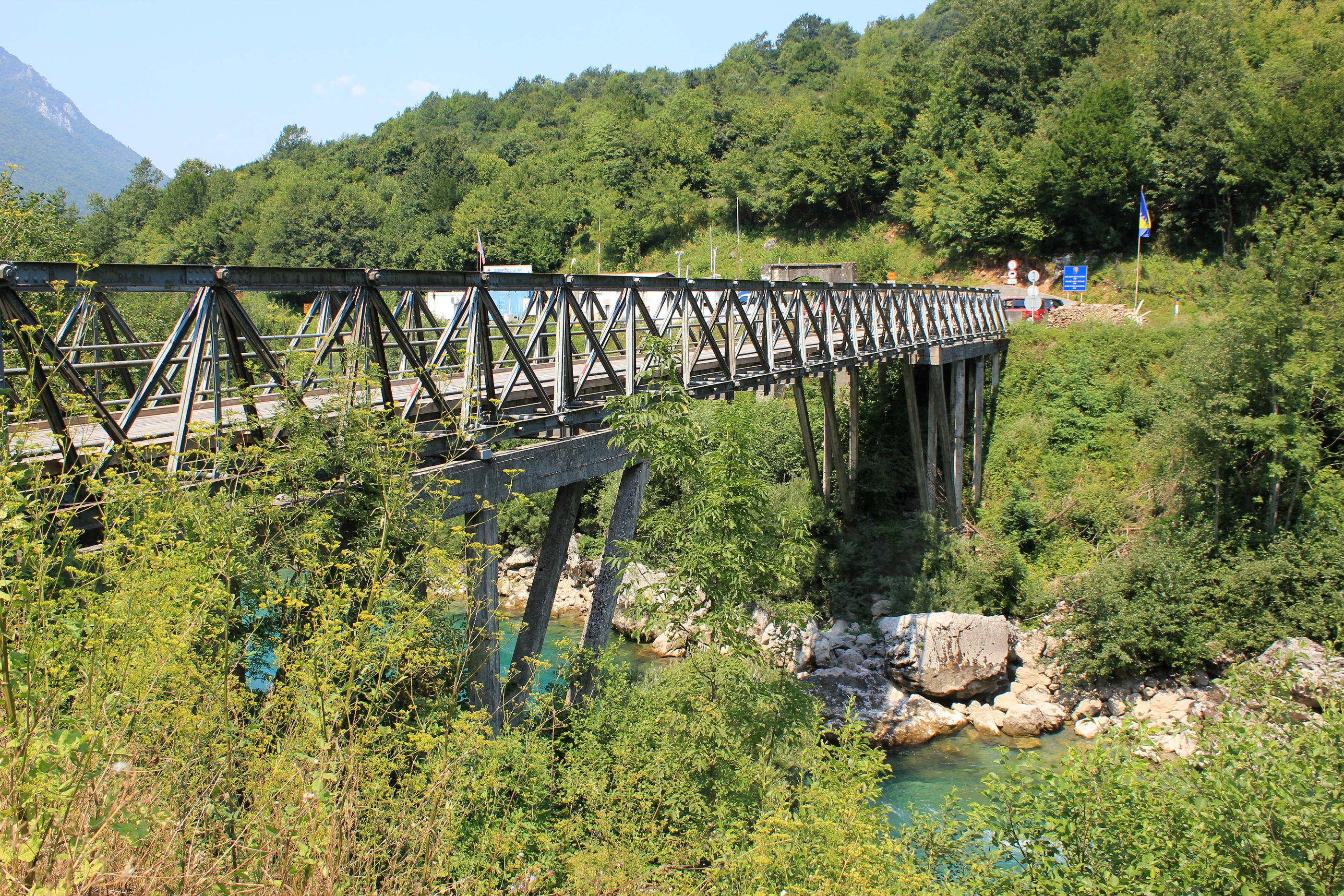
Puente fronterizo sobre el Tara por Šćepan Polje.

Los principales fronterizos entre los dos países son (primero la parte bosnia):
- Zupci-Sitnica a la carretera Trebinje-Herceg Novi
- Klobuk-Ilino Brdo a la carretera Trebinje-Nikšyć
- Deleuša-Vraćenovićy a la carretera Bileća-Nikšyć
- Hum-Šćepan Polje a la carretera Foča-Nikšyć
- Metaljka a la carretera Goražde-Pljevlja